# Torre de Na Valora
La torre de Na Valora es una torre de estilo gótico valenciano que data del siglo XIII y que formaba parte del primitivo sistema defensivo de la villa de Alcoy, (Alicante), Comunidad Valenciana.

## Historia

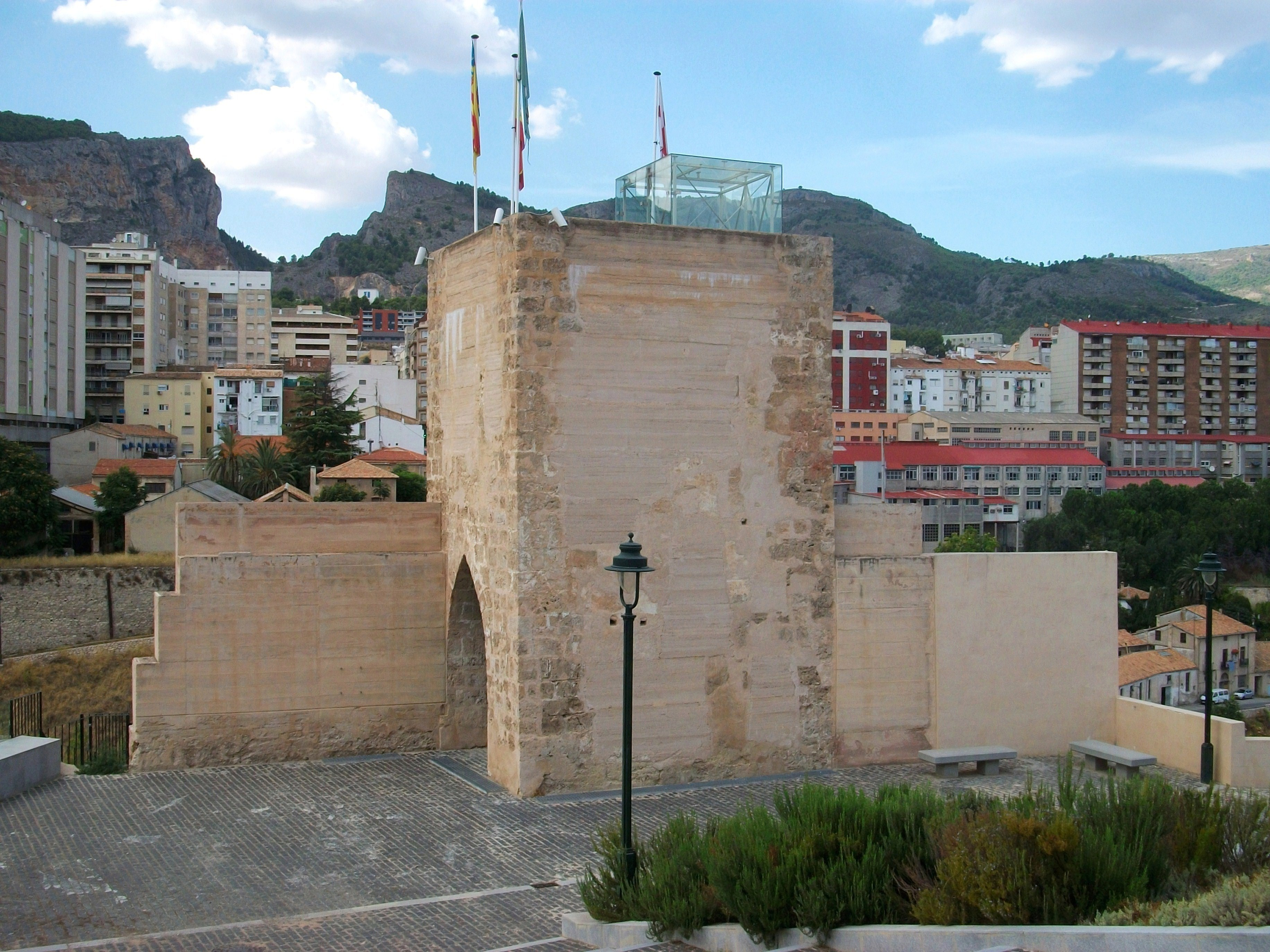
Vista de la torre

Fue descubierta en noviembre de 1987 en el anexo de la calle Virgen María, hoy desaparecido, conocido como el Carreró de les Comèdies (callejón de las Comedias), a consecuencia del derribo de unos edificios confrontados. Al aparecer parte de su fábrica original, el arquitecto Josep Briet paralizó las obras inmediatamente.
Esta torre, identificada por P. Picher como la torre de los Caldereros en el siglo XVIII, está construida con una técnica mixta de tapial y esquinas de sillares cortados de roca travertina.
Con una planta de 6,5 x 5,8 m, sus muros tienen un grosor de 1,13 m, excepto el muro de ingreso de 0,92 m. Construida originariamente de dos plantas, la segunda se encontraba sobre un envigado a 5,45 m de tierra siendo la altitud total de la torre de 10,2 m aproximadamente. La azotea con almenas fue cubierta posiblemente por un tejado inclinado en dirección fuera muros.
El elemento principal de la torre lo constituye un arco apuntado perfecto de 4 m de altura y 2,5 de ancho. Construida entre los años 1260 y 1275, no obstante el muro adyacente es posterior al ataque granadino de 1304. Los estudios arqueológicos realizados demuestran la ausencia de ocupación previa a su construcción.
En el siglo XIX se realizaron diversas actuaciones en el edificio como la colocación de alcantarillado o su transformación en edificio de viviendas de tres plantas.

## Obra Real de la Conquista
La Federación Valenciana de Municipios ha elegido 10 edificios sufragados con dinero de la corona para celebrar el 800 aniversario del nacimiento de Jaime I cualificandolos como Obra Real de la Conquista. La torre Na Valora ha sido elegida como uno de estos testimonios.